# Тузусай
Тузусай (каз. Түзусай) — село в Талгарском районе Алматинской области Казахстана. Входит в состав Панфиловского сельского округа. Находится примерно в 11 км к северо-западу от города Талгар. Код КАТО — 196253700.

## Население
В 1999 году население села составляло 187 человек (89 мужчин и 98 женщин). По данным переписи 2009 года, в селе проживал 281 человек (142 мужчины и 139 женщин).